# Директива про недобросовісну комерційну практику
Директива про недобросовісну комерційну практику 2005/29ЄС регулює недобросовісну бізнес-практику в законодавстві Європейської Унії як частину європейського законодавства про захист прав споживачів. Вона вимагає ухвалення відповідних нормативно-правових актів, які включають у правову систему кожної держави-члена. Вона має на меті забезпечити рівні умови гри на внутрішньому ринку, зменшивши торговельні бар’єри.
Директива стосується головним чином матеріального права (у цьому контексті мається на увазі стандарти поведінки, які вимагаються від торговців). Певною мірою вона залишає за державами-членами вибір відповідних внутрішніх процедур примусового виконання та покарання за невиконання (статті 11-13 Директиви).

## Зміст

### Вступ
У вступі зазначено, що мета директиви — зменшити перешкоди для вільної торгівлі в ЄУ, одночасно забезпечуючи високий рівень захисту споживачів. Справа полягала в тому, що закони про захист прав споживачів відрізняються в різних державах-членах (див. статтю 1 Директиви та пояснення до неї). Передбачається, що Директива зменшить ці відмінності, одночасно встановивши необхідний рівень захисту споживачів у всіх державах-членах. Очікується, що це принесе користь як бізнесу, так і споживачам, оскільки підприємства отримають більш стандартизовану правову систему, за якою вони зможуть працювати, а споживачі отримають достатній стандартизований рівень захисту, незалежно від того, де вони вирішать робити покупки.
Директива розроблена для досягнення так званої максимальної гармонізації справедливої торгівлі між бізнесом і споживачем. Максимальна гармонізація вимагає від держав-членів ЄУ застосовувати стандарти, викладені в європейському законодавстві, і забороняє цим державам застосовувати нижчі або вищі стандарти. Іншими словами, Директива наказує європейським країнам надавати споживачам не більше і не менше рівня захисту, встановленого в Директиві.

### Розділ 1
Директива починається із загальної заборони нечесної комерційної практики між бізнесом і споживачем (статті 3(1) і 5(1)), а потім поступово розкриває деталі, визначаючи, що це означає.
Стаття 3(2) зазначає, що Директива прямо «не порушує договірне право і, зокрема, правила про дійсність, укладення або дію контракту» (див. також 9-й рецитал до Директиви). Вона не спрямована на гармонізацію законодавства про недобросовісну конкуренцію, яке регулює «...комерційну практику, яка, хоча й не завдає шкоди споживачам, може завдати шкоди конкурентам і бізнес-клієнтам» (8-й пункт до Директиви).

### Розділ 2
Стаття 5(1) говорить, що «нечесна комерційна практика» заборонена, а згідно зі статтею 5(2)(а) це практика, яка «суперечить вимогам професійної обачності» (див. далі статтю 2(h)) і яка може суттєво спотворити економічну поведінку середньостатистичного споживача (стаття 5(2)(b)). Вплив комерційної практики на певні категорії споживачів, особливо тих, які є надзвичайно вразливими, може замінити тест на «середнього споживача», якщо практика спрямована на таких споживачів або заздалегідь передбачувано вплине на них (статті 5(2)(b) та 5(3)). Директива описує дві основні категорії недобросовісних комерційних практик: ті, що вводять в оману (статті 5(4)(а), 6 і 7), і ті, що є агресивними (статті 5(4)(b), 8 і 9). Додаток 1 до Директиви містить перелік «комерційних практик, які за будь-яких обставин вважаються недобросовісними» (чорний список недобросовісної поведінки). Вони поділяються на «комерційні практики, що вводять в оману» (23 приклади) та «агресивні комерційні практики» (8 прикладів).
При буквальному прочитанні Директиви, оманлива або агресивна комерційна практика, яка не впливає на економічну поведінку середньостатистичного споживача, але спотворює економічну поведінку окремих категорій споживачів, може бути заборонена лише загальним положенням статей 5(1) - 5(3), а не конкретними положеннями статей 6 - 9. Це пов'язано з тим, що останні положення стосуються виключно «пересічного споживача» (хоча стаття 9(с) також посилається на «використання будь-якого конкретного нещастя або обставини такої тяжкості, що може вплинути на розсудливість споживача, про що торговець обізнаний...»). Однак, можливо, було б справедливіше читати статті 5(2)(b) і 5(3) як такі, що замінюють посилання на «середнього споживача» у статтях 6-9 у відповідних випадках. У грудні 2005 року Департамент торгівлі та промисловості Уряду Великої Британії опублікував консультаційний документ, який свідчить про те, що саме таким був намір. У тексті немає чітких підстав для такого тлумачення, але уряд Сполученого Королівства підтримував його, посилаючись на Пояснювальний меморандум Європейської комісії. Це може бути важливим, оскільки залежно від відповіді на це питання може бути легше або важче виявити порушення Директиви.
Правила, на які посилаються в тексті Директиви щодо кодексів поведінки, досить обмежені (наприклад, стаття 6(2)(b), що забороняє недотримання кодексів поведінки за певних обставин, і стаття 10). Однак, у 20-му пункті зазначається: «Доцільно передбачити певну роль для кодексів поведінки... У секторах, де існують конкретні обов'язкові вимоги, ... вони також надаватимуть докази щодо вимог професійної ретельності в цьому секторі. ... організації споживачів можуть бути поінформовані та залучені до розробки кодексів поведінки». Підписанти кодексу поведінки, розробленого за участю та схваленого великою організацією споживачів, можуть намагатися довести під час виконавчого провадження, що дотримання кодексу поведінки є доказом того, що вони не займалися недобросовісною комерційною практикою. Ті, хто відповідає за просування та адміністрування членства в кодексах поведінки, повинні взяти до уваги, що стаття 11(1) фактично передбачає можливість колективних позовів, поданих групами споживачів проти власників кодексів, якщо кодекс сприяє недотриманню вимог законодавства. У сукупності ці положення можуть бути стимулом для тих, хто адмініструє та просуває кодекси поведінки, консультуватися з групами споживачів та отримувати ретельні юридичні консультації при розробці таких кодексів.

### Розділи 3 і 4
Розділ 3 передбачає роль підприємств у галузі в розробці кодексів ділової поведінки щодо практики їх конкурентів.
Розділ 4 вимагає від держав-членів, згідно зі статтею 11, «мати адекватні та ефективні засоби для боротьби з недобросовісною комерційною практикою». Це включає в себе забезпечення того, щоб групи споживачів мали правомочність подавати представницькі позови від імені людей, чиї інтереси вони представляють, або подавати скарги до органів захисту прав споживачів. Стаття 11(2) вимагає, щоб існували державні органи (наприклад, Федеральний офіс з питань захисту прав споживачів та безпеки харчових продуктів). Стаття 11(3) вимагає, щоб вони були неупередженими у виконанні своєї ролі щодо захисту споживачів від недобросовісної підприємницької практики.

## Імплементація
Директива вимагала від держав-членів прийняти закони не пізніше 12 червня 2007 року, включивши їх до свого національного законодавства до 12 грудня 2007 року. Проте принаймні до 12 червня 2013 року держави-члени продовжували застосовувати більш захисні національні правила, що відрізняються від європейських директив, якщо це необхідно та пропорційно (стаття 3(5)), тобто максимальна гармонізація може бути не завершена до цієї дати. Основний перегляд дії Директиви було проведено 12 червня 2011 року (стаття 18).